# Подскребалин, Никита Иванович
Никита Иванович Подскребалин (род. 10 июня 1998, Чита) — российский хоккеист, вратарь.

## Биография
Родился в военной семье, до 17-18 лет выбирал между гражданской авиацией и хоккеем. Воспитанник челябинского хоккея, выпускник «Трактора». Начинал играть в команде МХЛ «Белые медведи» (2016/17 — 2017/18). С сезона 2018/19 — в команде ВХЛ «Челмет». В конце 2021 года перешёл в «Югру» Ханты-Мансийск.
Перед сезоном 2023/24 вернулся в «Трактор». 25 октября в гостевом матче против «Металлурга» Магнитогорск (4:2) дебютировал в КХЛ. Сыграл по 8 матчей за «Трактор» и «Челмет», до того, как 26 декабря был обменян в «Металлург», за который провёл первый матч 5 января против «Сочи» (3:2 ОТ в гостях).
В апреле 2024 года в составе команды хоккейного клуба «Металлург» стал обладателем Кубка Гагарина.

## Достижения
- Бронзовый призёр чемпионата МХЛ (2017-2018)[4].
- Бронзовый призёр чемпионата ВХЛ[5] (2021-2022).
- Двукратный обладатель кубка Шелкового пути (2021-2022; 2022-2023).
- Обладатель Кубка Гагарина[6] (2023-2024)